# Bruce Arena
Bruce Arena (Brooklyn, 1951. szeptember 21. –) amerikai válogatott labdarúgó, edző. 2024 óta a San Jose Earthquakes vezetőedzője.

## Sikerek

### Menedzserként

#### Klub
- D.C. United
  - MLS: 1996 (MLS-bajnok), 1997 (MLS-bajnok)
  - MLS Supporters' Shield: 1997
  - MLS Eastern Conference: 1996, 1997, 1998
  - U.S. Open Cup: 1996
  - CONCACAF-bajnokok ligája: 1998
- Los Angeles Galaxy
  - MLS: 2011 (MLS-bajnok), 2012 (MLS-bajnok), 2014 (MLS-bajnok)
  - MLS Supporters' Shield: 2010, 2011
  - MLS Western Conference: 2009, 2011, 2012, 2014

#### Válogatott
- USA
  - CONCACAF-aranykupa: 2002, 2005

### Egyéni
- MLS Az év edzője: 1997, 2009, 2011